# Metoposaurus algarvensis
Metoposaurus algarvensis era um anfíbio pré-histórico, semelhante a uma salamandra gigante, que terá existido no período Triásico.
Os primeiros fósseis foram descobertos pelo paleontólogo Octávio Mateus, escavados em 2010 e 2011, na aldeia da Penina, Loulé (na região do Algarve) e identificados como uma nova espécie em 2015.